# Hexatoma ambrosia
Hexatoma ambrosia är en tvåvingeart. Hexatoma ambrosia ingår i släktet Hexatoma och familjen småharkrankar.

## Underarter
Arten delas in i följande underarter:
- H. a. ambrosia
- H. a. angustinigra